# موزه بهداشت استونی

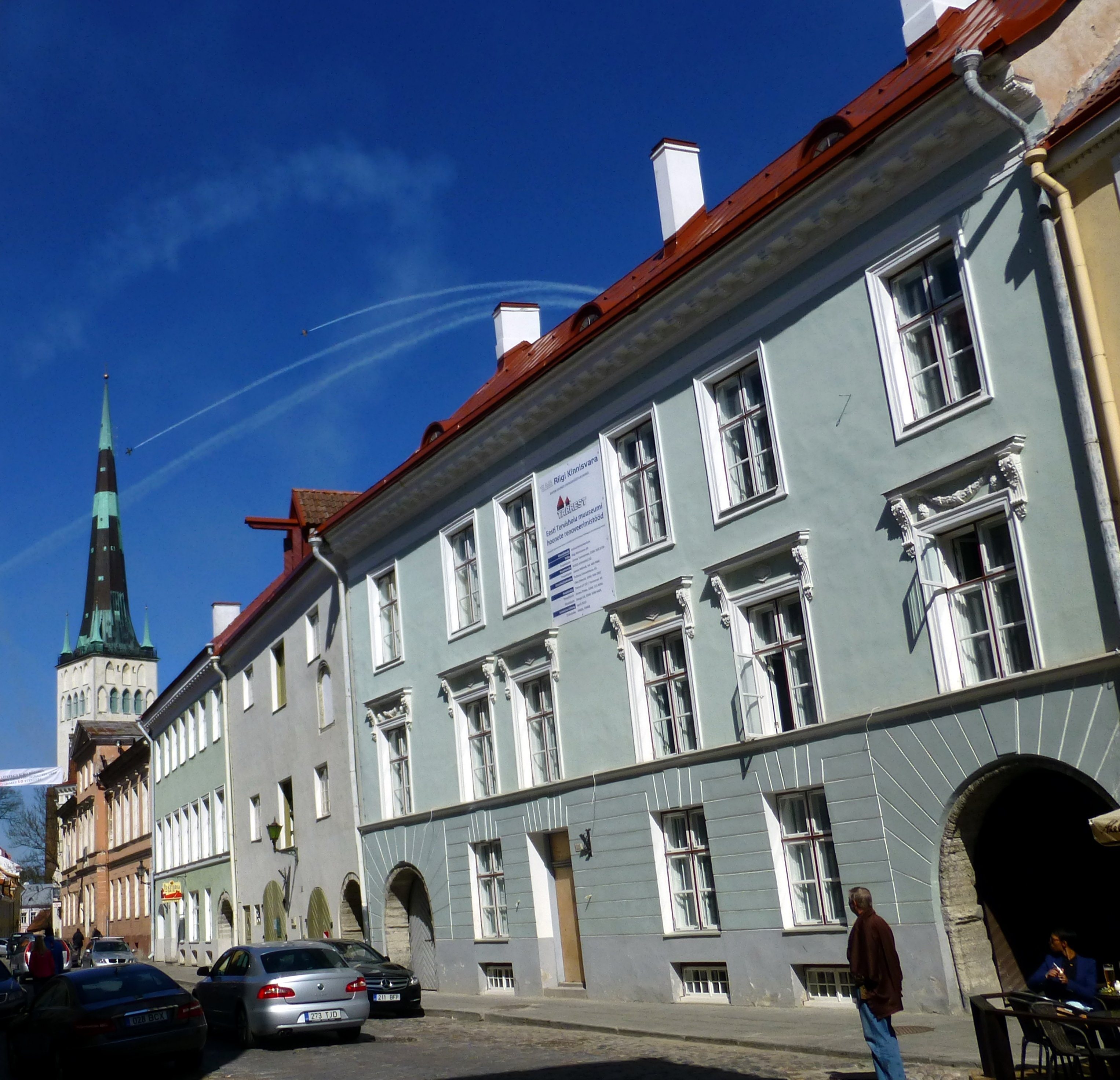
ساختمان موزه، ۲۰۱۲

موزه بهداشت استونی (استونیایی: Eesti Tervisemuuseum) یک موزه دربارهٔ مراقبت‌های بهداشتی و سلامت در تالین، استونی است.
این موزه که در سال ۱۹۲۱ تأسیس شده تا قبل از ۱۹۴۵، موزه در تارتو واقع شده بود. در سال ۱۹۳۲ شعبه‌ای از موزه در تالین افتتاح شده بود.
در سال ۱۹۴۵، موزه مجدداً در خانه آموزش بهداشت (به استونیایی: sanitaarharidusmaja) سازماندهی شد. در سال ۱۹۵۰، خانه بهداشت بسته شد اما موزه در سال ۱۹۸۰ در تالین دوباره افتتاح شد.